# Marie Van Langendonck

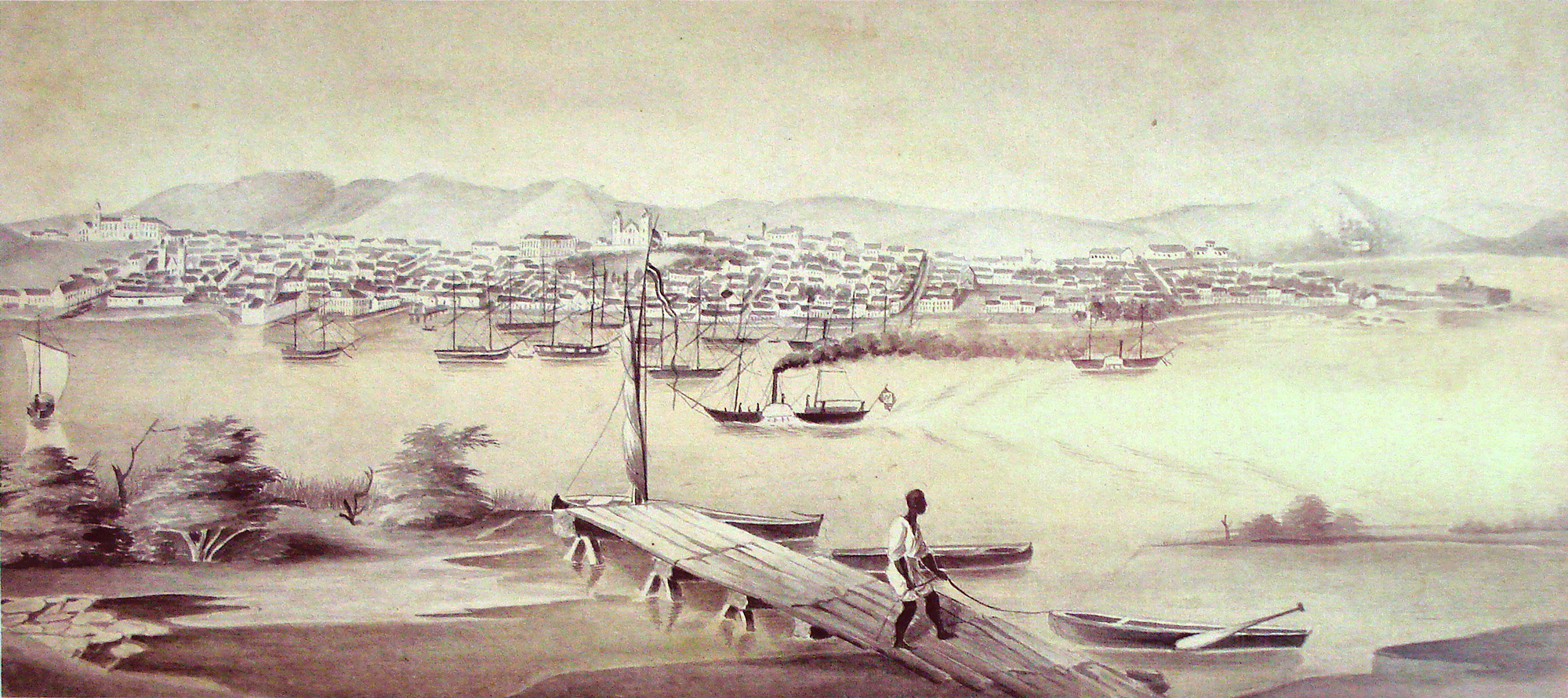
Havenstad Porto Alegre in Zuid-Brazilië; 19e eeuw (dit is geen illustratie uit haar reisverhaal)

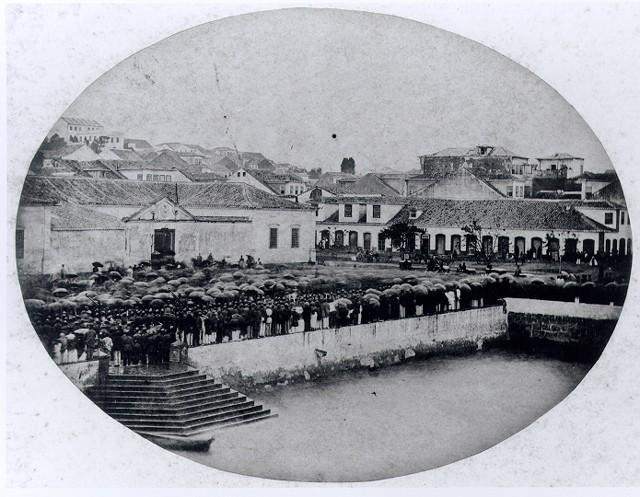
Markt in Porto Alegre (19e eeuw)

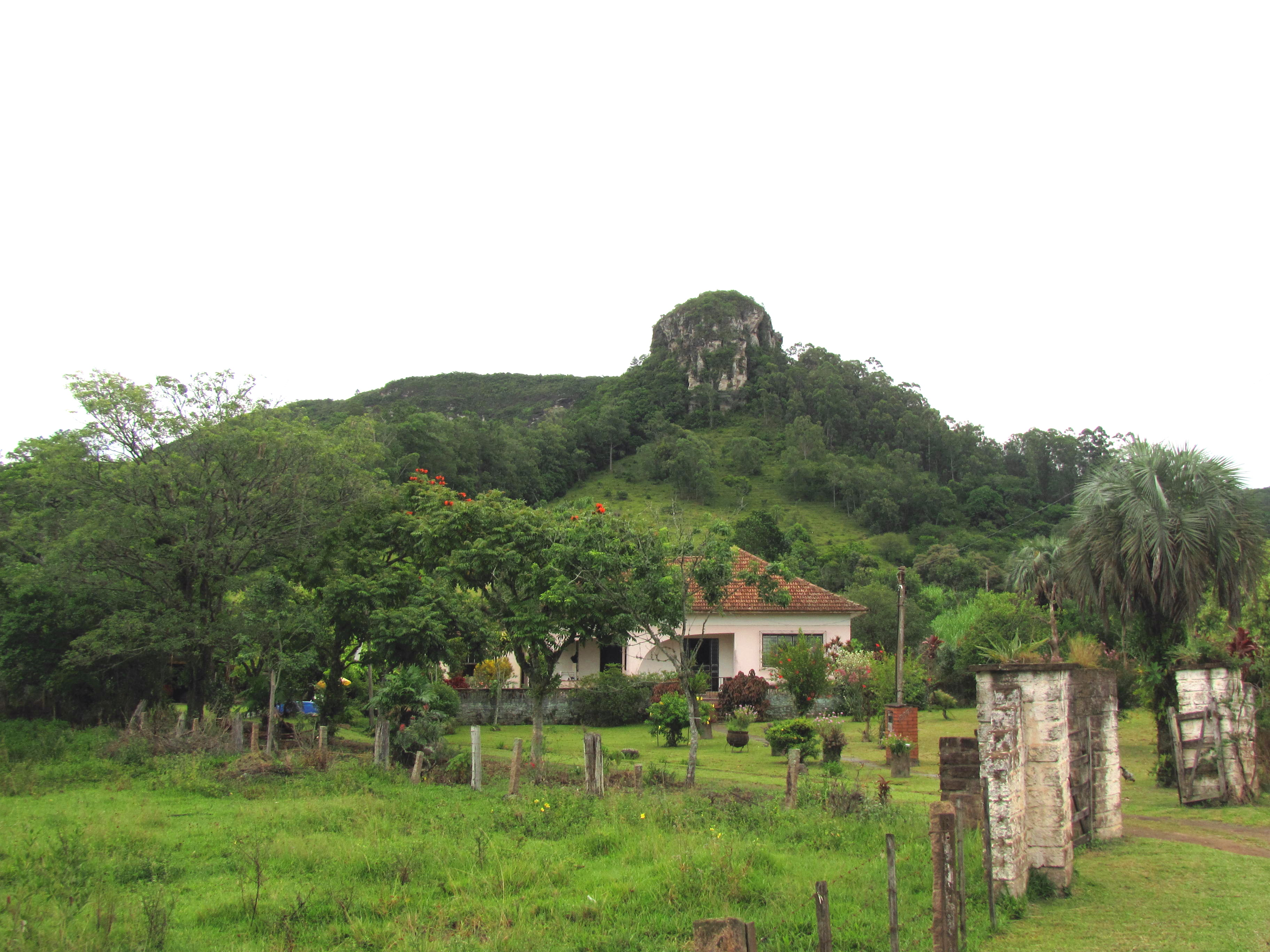
Gravatai, laatste woonplaats van Van Langendonck-Rutgeerts

Marie Barbe Antoinette Rutgeerts (Antwerpen 7 oktober 1798 - Gravatai 6 juni 1875), weduwe Van Langendonck, was een Belgische dichteres en schrijfster, met een passie voor Rio Grande do Sul in Zuid-Brazilië.

## Levensloop
Rutgeerts werd geboren in Antwerpen als dochter van Carolus Rutgeerts en Marie-Joséphine Rutgeers (1798). Zij huwde in 1827 met Jean Van Langendonck, officier bij de Gidsen. Het koppel woonde in Charleroi, waar hij directeur werd van het militair hospitaal na de Belgische onafhankelijkheid (1830). In deze periode in Charleroi schreef ze twee dichtbundels: Aubepines (1841) en Heures Poétiques (1846). In 1857 werd Rutgeerts weduwe.
Zij nam de beslissing haar comfortabel leven in België op te geven en een avontuurlijke reis naar Brazilië te ondernemen. Op 30 april 1857 vertrok zij uit Antwerpen per boot. De natuurpracht en de eenvoud ver van de Europese beschaving trokken haar aan. Toen ze aankwam in de grote haven van Porto Alegre was ze danig onder de indruk van het Braziliaanse straatleven en de stroom van Europese migranten daar. Porto Alegre was en is de hoofdstad van de deelstaat Rio Grande do Sul; de deelstaat was bekomen van de volksopstand van de Gaucho's (jaren 1830). Onder het bestuur van de ruimdenkende keizer Peter II kende Rio Grande do Sul een periode van intellectuele revival. Rutgeerts reisde door naar Harmonia, waar haar 2 kinderen reeds woonden. Het dorp stond onder invloed van de Franse vice-consul en militair, burggraaf Félix de Tardy de Montravel. Montravel had kennelijk vele plannen voor bosontginning en aanleg van nieuwe verkavelingen voor Europese migranten. Van 1857 tot 1859 reisde Rutgeerts in geheel de deelstaat Rio Grande do Sul. Ze noteerde al haar reisindrukken en was gefascineerd door de kolossaal grote oerwouden in het gebied. Ze beschreef de oerwouden als de 'kracht van het onbekende'.
In 1859 reisde Rutgeerts naar België terug. Ze schreef haar reisverhaal Uma Colonia no Brasil; het originele werk was in het Frans, Une Colonie au Brésil: Récits Historiques. Dit boek werd in Antwerpen gepubliceerd in het jaar 1862, onder de naam Madame Van Langendonck. Haar reisverhaal is in België onbekend maar des te bekender in Rio Grande do Sul. De poëtische beschrijvingen van de streek, zowel de natuurpracht als het harde leven van de Braziliaanse boeren, worden gerekend tot de parels van de Braziliaanse Romantiek. Mogelijks wou Rutgeerts met haar reisverhaal financiële fondsen verwerven voor de projecten van de Franse burggraaf.
In 1863 reisde ze opnieuw naar Rio Grande do Sul. Ze leefde er met haar kinderen en stierf in het dorp Gravatai in 1875.
- Gemeinsame Normdatei: 1057366897
- International Standard Name Identifier: 0000 0000 3345 9847
- Library of Congress Control Number: n92056827
- Nederlandse Thesaurus van Auteursnamen: 251041719
- Virtual International Authority File: 41034925
- WorldCat: E39PBJdMhx6hXy4yBpVHW4MVmd